# エントロピー符号
情報理論において、エントロピー符号化（またはエントロピーエンコーディング）とは、シャノンの情報源符号化定理によって宣言された下限に近づこうとする可逆データ圧縮方法である。シャノンの情報源符号化定理では、あらゆる可逆データ圧縮方法では、予想される符号長が情報源のエントロピー以上でなければならないとされている。